# Super Sport Challenge
De Super Sport Challenge is een jaarlijks golftoernooi voor vrouwen in Zuid-Afrika, dat deel uitmaakt van de Sunshine Ladies Tour. Het toernooi werd opgericht in 2014 en vindt telkens plaats op de Observatory Golf Club in de hoofdstad Kaapstad, West-Kaap.
Het wordt gespeeld in een strokeplay-formule van twee ronden.

## Winnaressen
| Jaar | Winnares     | Score | Score | Info  |
| ---- | ------------ | ----- | ----- | ----- |
| 2014 | Monique Smit | 139   | –5    | [ 1 ] |

 Chase to the Investec Cup for Ladies ·  Dimension Data Ladies Pro-Am ·  Investec Ladies Cup ·  South African Women's Open (E) ·  Sun International Challenge ·  Super Sport Challenge ·  Tshwane Ladies Open ·  Zambia Ladies Open